# Quando le donne avevano la coda
Quando le donne avevano la coda è un film di genere commedia del 1970 diretto da Pasquale Festa Campanile e con Giuliano Gemma, Senta Berger, Renzo Montagnani, Lino Toffolo e Lando Buzzanca.
Questo film è oggi in pubblico dominio ed è visibile su Youtube.
Il film ebbe un seguito intitolato Quando le donne persero la coda sempre diretto da Pasquale Festa Campanile.

## Trama

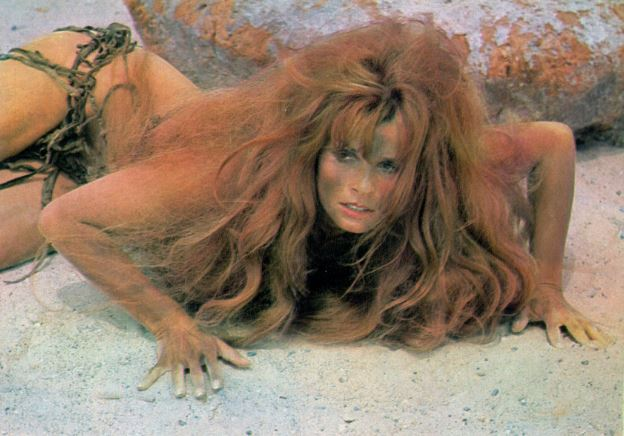
Senta Berger nel ruolo di Filli in una scena del film.

Preistoria. Sette giovani uomini, cresciuti nella convinzione che il luogo in cui vivono sia l'intero mondo, scoprono dapprima il fuoco, poi la ruota, la fionda e alla fine la donna. Affamati, cercano prima di mangiarla e lei (Filli), insegna invece a Ulli che sotto alla sua coda esiste la natura femminile e che con ciò si può fare il sesso. Ma la donna è da sola mentre gli uomini preistorici sono sette e così, tra gelosie e tentativi di approccio degli altri la vita dei cavernicoli, di Filli e di Ulli viene turbata irrimediabilmente così lei convince Ulli a fuggire e i due vengono inseguiti dagli altri sei uomini. Durante l'inseguimento, i cavernicoli vengono catturati da una tribù di donne aggressive che li costringe a soddisfare il loro desiderio di amore.

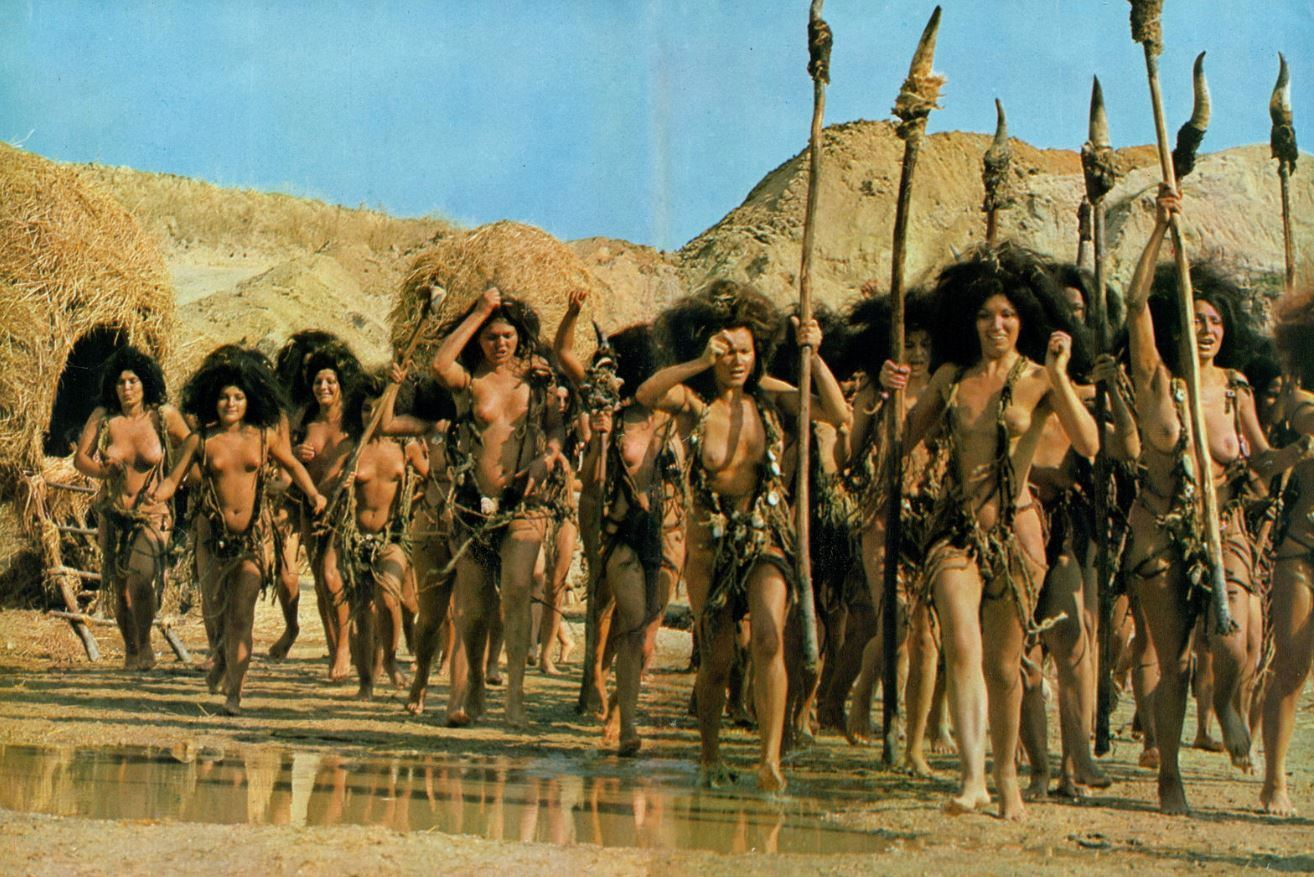
La tribù delle donne del film.

## Distribuzione
Distribuito dalla Euro International Films il 15 ottobre 1970.  Doppiaggio affidato alla Cine Video Doppiatori.